# Leisten (Schnega)
Leisten ist ein Ortsteil der Gemeinde Schnega im Landkreis Lüchow-Dannenberg in Niedersachsen.

## Lage
Die Gemarkung des Dorfes grenzt im Nordosten an Schnega, im Süden an den Ortsteil Schnega-Bahnhof. Nördlich des Ortes, entlang des Schnegaer Mühlengrabens, erstreckt sich das 480 ha große Naturschutzgebiet Schnegaer Mühlenbachtal. Die Gemarkung umfasst eine Fläche von 239 ha, davon werden 210 ha landwirtschaftlich genutzt (Stand 2004).

## Geschichte
Frühe Nennungen des Ortes stammen von 1330/52 und 1450. Der Ort wurde damals Lesten genannt, der Name leitet sich wahrscheinlich vom polabischen Wort lěska für Haselstrauch ab. Laut einem Register von 1564 gab es im Ort sieben Höfe und vier Kleinhöfe, 1777 waren es zwölf Höfe. Der Ort hat auch heute seinen überwiegend landwirtschaftlichen Charakter bewahrt, allerdings ging die Zahl der landwirtschaftlichen Betriebe bis zum Jahr 2004 auf drei Haupterwerbsbetriebe zurück.
Erste Bevölkerungszahlen sind von 1821 überliefert, damals wohnten 118 Menschen in der Gemeinde. Die Zahl stieg bis 1925 auf 184 Einwohner und erreichte nach Ende des Zweiten Weltkrieges im Jahre 1950 ihr Maximum mit 288 Bewohnern. Danach sank die Zahl stetig, 2004 lebten hier noch 91 Menschen.
Am 1. Juli 1972 wurde Leisten in die Gemeinde Schnega eingegliedert und gehört damit seit November 2006 zur Samtgemeinde Lüchow (Wendland).

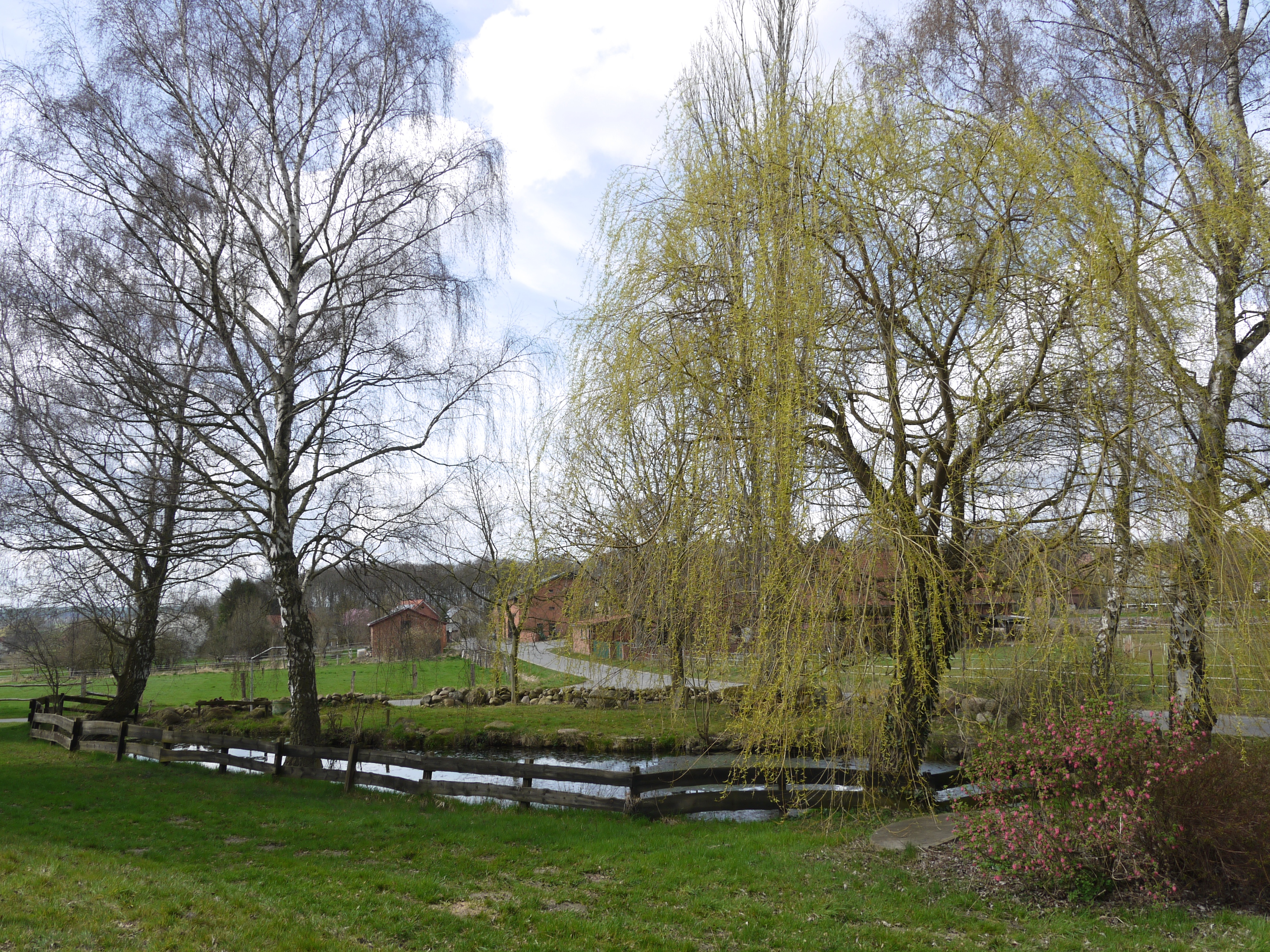
Dorfteich mit Blick auf das Dorf
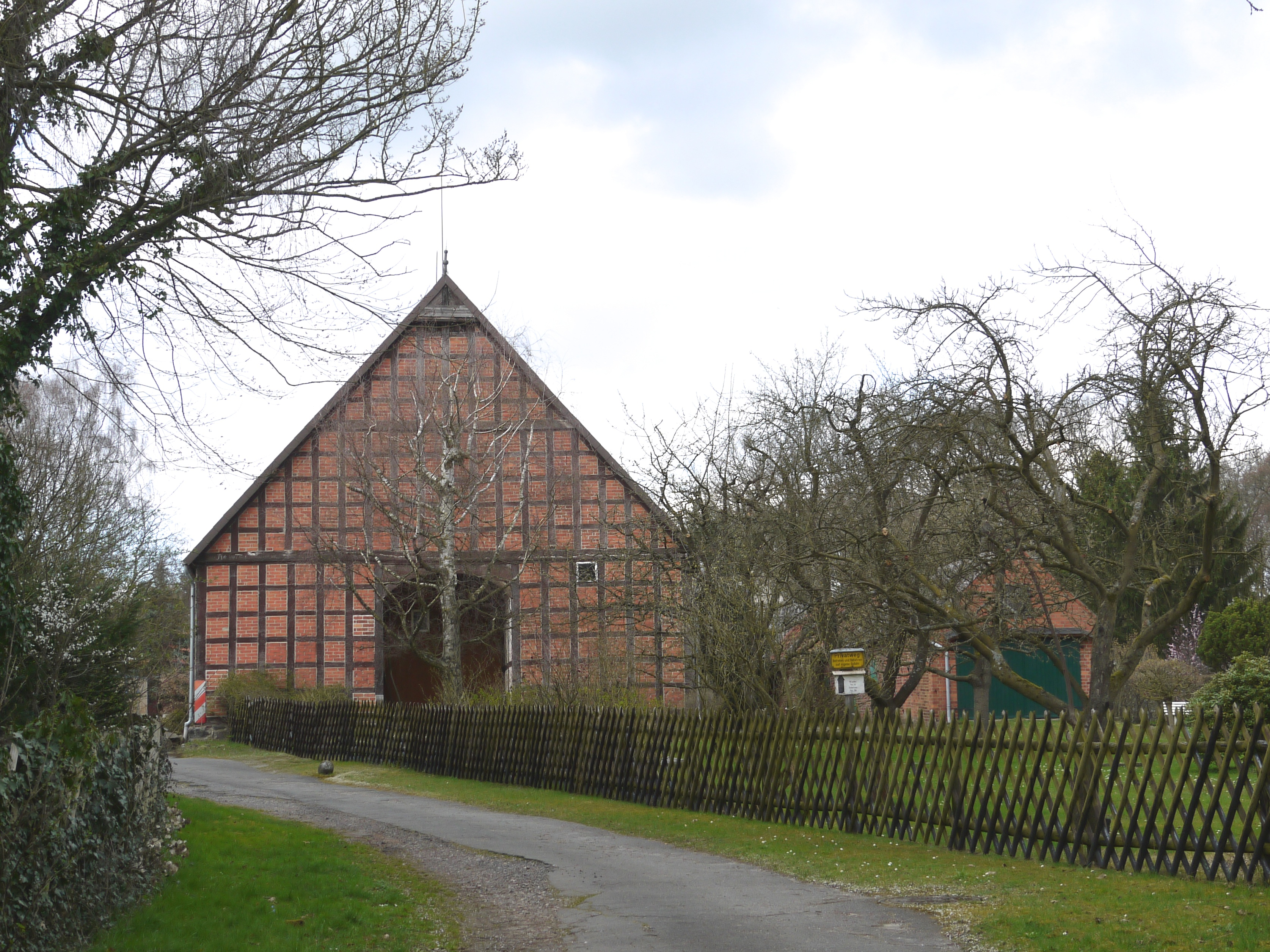
Hofanlage am früheren Dorfplatz
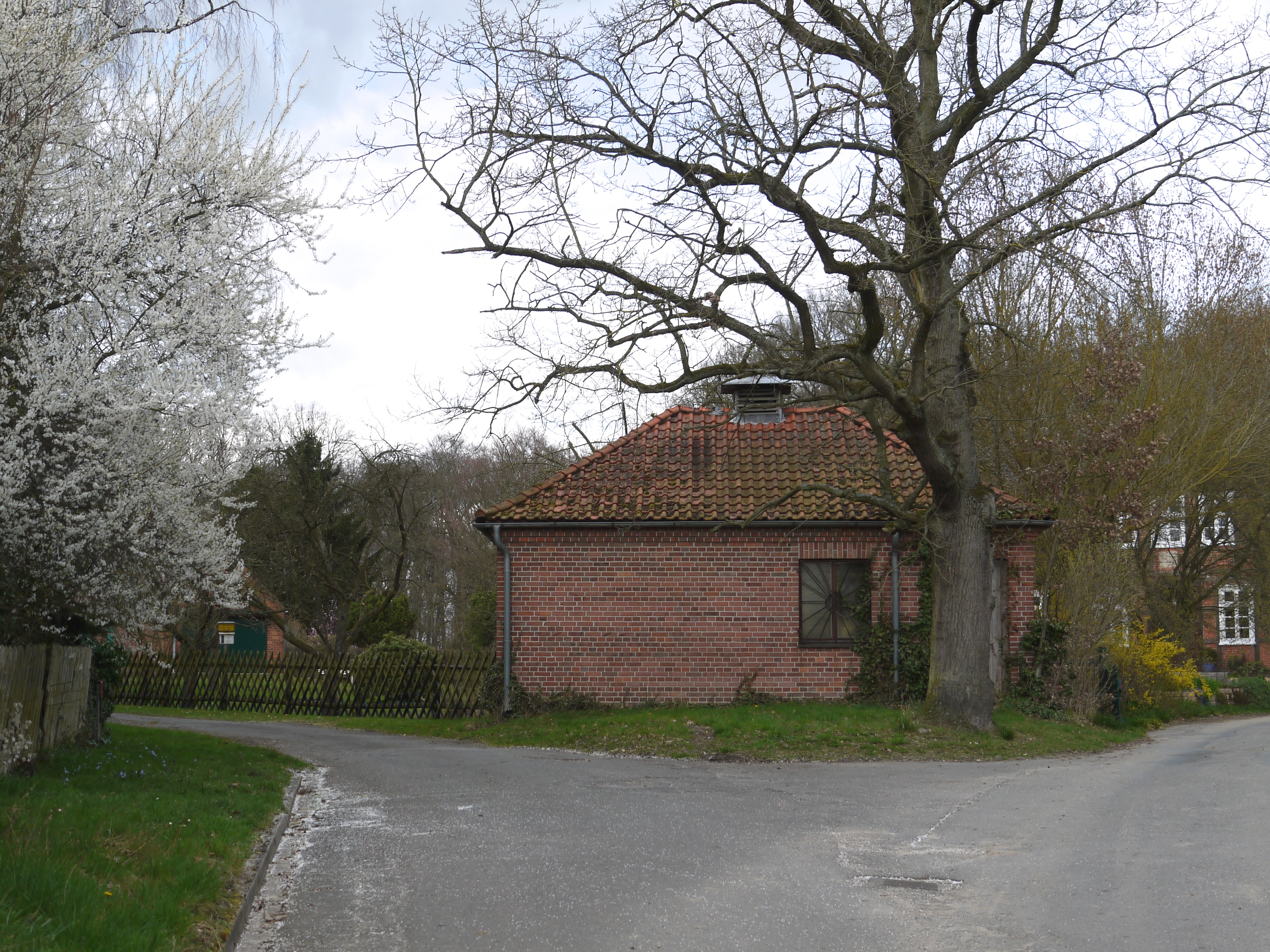
Ehemaliges Kalthaus am früheren Dorfplatz